# 都市型犯罪
都市型犯罪（としがたはんざい）とは、都市部に集中し易い傾向の犯罪をまとめた物である。
主な特徴として、犯罪者の匿名性が強い事や、被害者が個人ではなく、あるカテゴリーに属する一人に過ぎない事が挙げられる。加害者は比較的犯罪行為を繰り返す傾向が強く、累犯し易い傾向も強い。それだけに被害者が大量に出る危険性も高い。

## 特徴
- 匿名性の高い場所で発生し易い傾向が強い。
- 割れ窓理論の影響を顕著に受け、荒んだ環境に集中する
- 被害者同士にも、被害者と加害者の間にも面識が無い

## 有効とされる予防策
- 地域住民や行政の巡回
- 割れ窓理論に基く地域環境の改善
- 地域社会のコミュニティ活性化
- 繁華街における監視カメラ